# Торнау Микола Єгорович
Торнау Микола Єгорович (10 грудня 1811, Рига — 29 квітня 1882, Дрезден) — російський державний діяч, ісламознавець, основоположник стенографії в Росії, барон.
Виходець з остзейських губерній, лютеранського віросповідання, який не мав ні землі, ні кріпаків. Закінчивши Царськосельський ліцей, Торнау набував службового досвіду в центральних російських правових інституціях, внаслідок чого був переведений на службу до генерал-губернатора Ліфляндії, Естляндії та Курляндії, а пізніше прославився кодифікацією мусульманських законів.
З 16 листопада 1867 по 1870 рік був старшим головою Харківської судової палати.
Був сенатором і членом Державної ради.